# Débora Mundani
Débora Mundani (Buenos Aires, Argentina, 1972) es una escritora de Argentina. Escribió la novela Batán que obtuvo el segundo lugar del premio del Fondo Nacional de las Artes y en 2010 el segundo lugar del Premio Clarín de Novela.
También obtuvo dos menciones por el libro "El río", en 2010 1° mención Premio Internacional Letra Sur  y en 2009 1° mención Premio Clarín de Novela, por la misma novela.

## Vida personal y formación
Estudió Ciencias de la Comunicación en la Universidad de Buenos Aires obteniendo una licenciatura en la especialidad. También formó parte del taller de Guillermo Saccomano donde logró méritos en concursos en el exterior de su país natal.

## Trayectoria
En la Universidad de Buenos Aires está al frente de un grupo que investiga sobre políticas e industrias culturales y da clases de Teoría y Prácticas de la Comunicación. Además coordina diversas actividades de lectura y de narrativa.
En la radio Sur se desempeña como columnista literaria.
Escribió la novela Batán, que fue publicada por la Editorial Bajo la Luna y obtuvo el segundo lugar en el Premio Fondo Nacional de las Artes y la misma posición en 2010 en el Premio Clarín Novela, por su libro “El asiento vacío”.
Además escribió cuentos para antologías, en 2014 lo hizo para Las dueñas de la pelota, de Editorial El Ateneo, y en 2015 formó parte de un certamen internacional organizado por el Ministerio de Cultura de la Nación titulado La Historia la ganan lo que escriben.
También en 2015, fue galardonada con una mención en el premio Casa de las Américas, en la categoría Novela, por su novela El Río, publicada en 2016 por Ediciones Corregidor, inaugurando una colección sobre autores y autoras latinoamericanos. Su novela más reciente, La convención, fue publicada en el año 2018 por la misma editorial. La misma se basa en la historia de Emma Dorá, a quien eleccionan para el programa de formación gerencial de un Banco. La protagonista no sabe que detrás de esa elección está el director de recursos humanos, un hombre que le propone un trato: entrenarla para estar en el centro de la escena con la misma exigencia que él se prepara para su primera maratón de alta montaña.